# Cinnamomum jensenianum
Cinnamomum jensenianum Hand.-Mazz. – gatunek rośliny z rodziny wawrzynowatych (Lauraceae Juss.). Występuje naturalnie w południowych Chinach – w zachodnim Hunanie, Hubei, Syczuanie, Jiangxi, Guangdong oraz Fujian. 

## Morfologia
PokrójZimozielone drzewo dorastające do 6 m wysokości. Kora ma brązowoszarawą barwę. Gałęzie są nagie.
LiściePrawie naprzeciwległe. Mają kształt od lancetowatego do podłużnie lancetowatego. Mierzą 5–10 cm długości oraz 1,5–3 cm szerokości. Nasada liścia jest klinowa. Blaszka liściowa jest o ogoniastym wierzchołku.
KwiatySą niepozorne, obupłciowe, zebrane po 2–5 w baldachogrona, rozwijają się w kątach pędów. Kwiatostany dorastają do 3–4 cm długości, podczas gdy pojedyncze kwiaty mają długość 4 mm. Mają żółtą lub białą barwę.
OwoceMają jajowaty kształt, osiągają 10 mm długości i 6 mm szerokości, są nagie.

## Biologia i ekologia
Rośnie w wiecznie zielonych lasach oraz lasach bambusowych. Występuje na wysokości od 500 do 1600 m n.p.m. Kwitnie od kwietnia do czerwca, natomiast owoce dojrzewają od lipca do sierpnia.